# George Opdyke
George Opdyke, född 7 december 1805 i Hunterdon County i New Jersey, död 12 juni 1880 i New York, var en amerikansk affärsman och politiker. Han var New Yorks borgmästare 1862–1863. Som borgmästare hörde han till Republikanska partiet, samma parti som han hade representerat i New Yorks delstatsförsamling år 1859.
Opdyke var före amerikanska inbördeskriget en betydande affärsman inom textilindustrin och efter inbördeskriget en framstående bank- och finansman. Som slaverimotståndare gick han med år 1848 i Free Soil Party och förfäktade sedan sina antislaveriåsikter i Republikanska partiet efter att partiet grundades 1854 och Free Soil Party upphörde med sin verksamhet. Enligt Opdyke var slaveriet emot naturlagarna. Han lyckades inte bli invald i USA:s kongress som kandidat för Free Soil Party men han var med om att finansiera republikanen Abraham Lincolns vinnande kampanj i presidentvalet i USA 1860. Opdyke var New Yorks borgmästare i två års tid under inbördeskriget.